# Gyüre Csaba
Gyüre Csaba (Kisvárda, 1965. május 19. –) magyar ügyvéd, politikus, a Jobbik Magyarországért Mozgalom Szabolcs-Szatmár-Bereg megyei elnöke, 2010–2022 között országgyűlési képviselő.

## Életrajz
A Bessenyei György Gimnáziumban érettségizett Kisvárdán 1983-ban. 1984-1989 között az Eötvös Loránd Tudományegyetem Állam és Jogtudományi Karának nappali tagozatos hallgatója. 1989 februárjában szerzett jogi diplomát. Már az egyetemi évek alatt aktív politikai életet élt, ellenzéki rendezvényeken vett részt.
1988-ban részt vett az MDF ELTE Budaörsi úti kollégiumi szervezetének alapításában, de az MDF-nek, mint pártnak már nem lett tagja. A diploma megszerzését követően az államigazgatásban helyezkedett el, különböző munkahelyeken. 1993. január 3-tól folyamatosan ügyvéd egy ügyvédi irodában. 1996-ban a Kossuth Lajos Tudományegyetem Bölcsészettudományi Karán történelem szakos diplomát szerzett.
1990 óta nős, két gyermekük van.

## Politikai pálya
2001-től a Magyar Igazság és Élet Pártjának tagja. A 2002. évi országgyűlési képviselőválasztáson a MIÉP színeiben Nyíregyházán képviselőjelöltként indult. A választásokat követően kizárták a pártból.
2003-tól áll kapcsolatban a Jobbik Magyarországért Mozgalommal, 2004-től tagja a pártnak. 2007 tavaszán részt vett a Nemzeti Őrsereg megalakításában, valamint a Magyar Gárda megyei szervezetének megalakításában is. 2004-től a nyíregyházi Városi Alapszervezet elnöke. 2006-ban a MIÉP-Jobbik a Harmadik Út jelöltje az országgyűlési választásokon. 2008 és 2016 között, majd 2018 végétől a Jobbik egyik alelnöke. 2010 áprilisától a Szabolcs-Szatmár-Bereg megyei listáról bekerül az Országgyűlésbe, a Jobbik frakció tagja, az Alkotmányügyi, Igazságügyi és Ügyrendi Bizottság alelnöke, valamint az Alkotmány-előkészítő Eseti Bizottság alelnöke. 2014-ben a párt országos listájáról jutott be az Országgyűlésbe, a 2018-as választáson nem szerzett mandátumot, azonban Hegedűs Lórántné lemondását követően Gyüre vette át a mandátumot. Hivatali esküjét 2019. április 1-jén tette le.
A 2021-es magyarországi ellenzéki előválasztáson Nyíregyházán indult, a Szabolcs-Szatmár-Bereg megyei 2. sz. országgyűlési egyéni választókerületben. Az előválasztáson győzött, de a 2022-es magyarországi országgyűlési választáson vereséget szenvedett Seszták Miklóstól, így nem jutott a parlamentbe.